# Тройден I

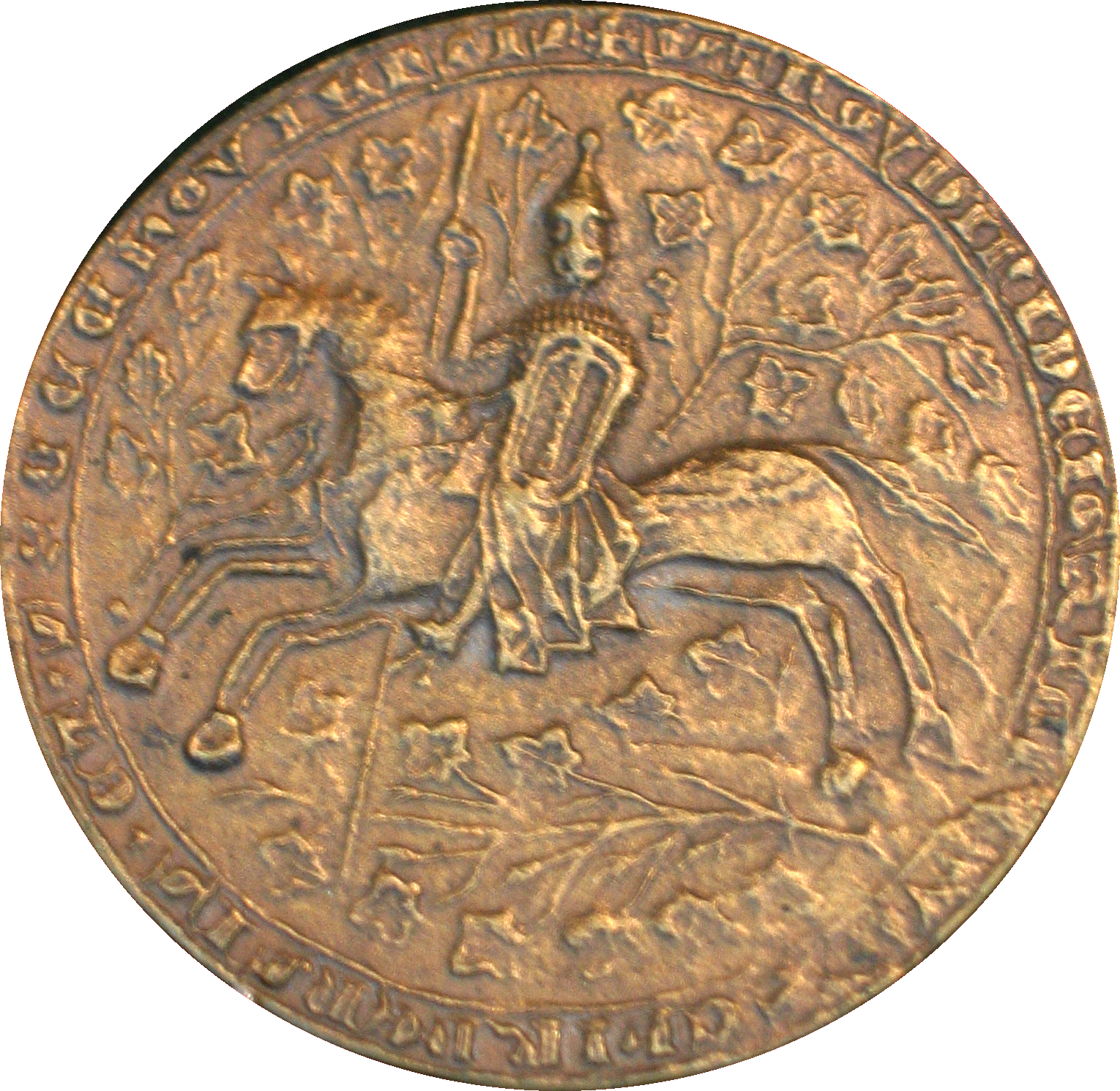
Печать Тройдена І

Тро́йден І (пол. Trojden I; между 1284 и 1286 — 13 марта 1341, Варка, Мазовия) — удельный князь черский и сохачевский (в пределах Мазовецкого княжества) с 1310 года, с 1313 года также удельный князь варшавский и ливский, в 1336—1340 годах — регент в Плоцке.

## Биография
Принадлежал к династии Пястов. Был вторым сыном князя мазовецкого Болеслава II. В 1310 году получил в удел Черск над Вислой, которым владел в течение трех лет до смерти отца.
После смерти своего отца Болеслава II Тройден Пяст получил дополнительные уделы в варшавских и ливских землях, что сделало его правителем всей восточной Мазовии.
В начале своего правления он поддерживал хорошие отношения с польским королём Владиславом Локетком. Благодаря этому около 1310 года Тройден женился на Марии — дочери короля Руси и великого князя Галицко-Волынского Юрия Львовича.
Этот брачный союз позволил Тройдену в 1323, после смерти последнего прямого наследника по мужской линии династии Романовичей (Рюриковичей), претендовать на обладание Галицко-Волынским государством для своего сына Юрия II Болеслава.
Однако агрессивная политика польского короля Владислава Локетка привела к заключению 2 января 1326 в Броднице союза князей Мазовии Тройдена І, его старшего брата Земовита II, княжившего в средней части Мазовии (со столицей в Раве-Мазовецкой) и младшего брата Вацлава Плоцкого с крестоносцами Тевтонского ордена. В результате этого возник конфликт с Польшей и её союзницей Литвой. После того, как спор был улажен, братьям-князьям мазовецким пришлось долго лавировать между польским королём и крестоносцами, выступая в военных конфликтах то на стороне Польши (1329 г.), то поддерживая Тевтонский орден (1334 г.).
В 1339 году во время правления короля Казимира III произошло сближение Тройдена І с Польшей.
Когда в 1340 году Юрий II Болеслав, не имевший наследников, был убит своими подданными, Тройден не выступил с претензиями на галицко-волынские земли, довольствуясь, вероятно, тем, что получил от короля Казимира III денежную компенсацию. К 1349 году Казимир Великий присоединил на некоторое время к своим владениям часть Галиции, а борьба с Литвой за галицко-волынские земли продолжалась до 1392 года.
Тройден І умер 13 марта 1341 года и был похоронен в Доминиканском костеле в городе Варка, в Мазовии. В XIX веке по инициативе Петра Высоцкого его останки были перенесены в церковь францисканцев, что приняло характер большой манифестации.
В браке с Марией Юрьевной Галицкой, дочерью Юрия Львовича, короля Руси и великого князя Галицко-Волынского, имел трех сыновей: Юрия II Болеслава, Земовита III и Казимира I Варшавского, а также дочь Евфимию Мазовецкую, выданную замуж за князя Казимира I Цешинского.